# 범운
범운(范雲, 451년~503년)은 남조 양(梁)의 문학자이다. 무음(舞阴, 현재의 허난성 주마뎬시 비양현(泌阳县) 북서쪽)에서 태어났다. 송, 남제, 양 왕조 시기에 살았다. 8살 때 시 쓰는 법을 배웠고 재치가 뛰어났다. 양 왕조의 창시자인 양 무제의 친구였으며 양 무제의 통치 후 2년도 채 안 되어 사망했지만 양 무제의 사실상 재상으로서의 권위를 가졌다. 범운은 엘리트 범가(范家)의 구성원이었다.